# Mathagen
Mathagen ist ein Ortsteil in der Gemeinde Schalksmühle im Märkischen Kreis im Regierungsbezirk Arnsberg in Nordrhein-Westfalen (Deutschland).

## Lage und Beschreibung
Der Ortsteil befindet sich westlich des Schalksmühler Kernorts auf der Hochfläche zwischen den Tälern der Volme, der Hälver und der Glör. Der Ortsteil bildet mit seinen Nachbarortsteilen Mollsiepen und Löh und heute einen geschlossenen Siedlungsbereich.
Weitere Nachbarorte auf dem Schalksmühler Gemeindegebiet sind neben den Kernort Am Neuenhaus,  Ober-, Mittel- und Niederreeswinkel,  Auf dem Mühlenfeld, Rotthausen, Asenbach und Herbecke. 

## Geschichte
Am 1. Oktober 1912 wurde der noch unbebaute Bereich um den Ort aus der Gemeinde Halver ausgegliedert und der neu gegründeten Gemeinde Schalksmühle zugewiesen.
Mathagen entstand als Ein- und Mehrfamilienhaussiedlung neben dem Hof Löh auf der grünen Wiese in den 1950er/1960er Jahren als großes Neubaugebiet Schalksmühles. Auf der anderen Seite der Straße vom Kernort nach Rotthausen folgte mehrere Jahre später die Mehrfamilienhaussiedlung Mollsiepen.